# Håkan Lindquist
Håkan Lindquist (Oskarshamn, 28 de marzo de 1958-Estocolmo, 15 de diciembre de 2022) fue un escritor y crítico literario sueco, especialista en novelas policiacas. Su obra ha tenido difusión internacional y se ha publicado en Suecia, Francia, Islandia, Hungría y los Estados Unidos.

## Biografía
Se instaló en Estocolmo en 1977. Comenzó su carrera literaria en 1993 con Mi hermano y su hermano (Min Bror och hans Bror), la historia de Jonas, un adolescente que trata de reconstruir la vida de su hermano mayor, fallecido antes del nacimiento de Jonas. En 2012, esta obra se tradujo al español no desde la versión original sueca, sino desde la traducción que el propio autor hizo al inglés.

## Ópera
Escribió el libreto de William, ópera con música de B. Tommy Andersson que evoca la relación sentimental entre William Shakespeare y Christopher Marlowe. La obra se estrenó en el Castillo de Vadstena en julio de 2006.

## Novelas
- 1993: Mi hermano y su hermano (Min bror och hans bror).
- 1996: Dröm att leva.
- 2003: Om att samla frimärken.
- 2006: I ett annat land.
- 2011: Regn och åska.

## Traducciones al español
- Mi hermano y su hermano. Traducción de la versión en inglés: Raquel Vázquez Ramil. Editorial Egales, 2012.